# Font de Briançó
La Font de Briançó és una obra del poble de Briançó, al municipi de Ribera d'Ondara (Segarra) inclosa a l'Inventari del Patrimoni Arquitectònic de Catalunya.
És una petita font que brolla al costat dret del barranc de Briancó. El seu brollador s'inseria dins d'una estructura d'arc apuntat que forma part de la seva façana. Les seves parets estan fetes amb pedra irregular, rejunt de terra i falcada amb resquills també de pedra formant un aparell rústic.